# Irmgard Griss
Irmgard Griss (Deutschlandsberg, 13 ottobre 1946) è un magistrato e politica austriaca, ex presidente della Corte suprema di giustizia e candidata indipendente alle elezioni presidenziali del 2016.